# Dürrenstein (Alpy)
Dürrenstein (1878 m) je hora v Ybbstalských Alpách v rakouské spolkové zemi Dolní Rakousko. Tento vrchol leží jižně od městečka Lunz am See v oblasti dolnorakousko-štýrských hranic.

## Okolí
V okolí jsou tři rozdílná ledovcová jezera: Lunzer See, Mittersee a Obersee. Mittersee vykazuje extrémní průtok vody a množství pramenů; teplota vody po celý rok je jen okolo 7 °C. U Obersee se vyskytují rašeliniště a vrstvy rostlin vyrůstajících ze břehu (anglicky floating mat). V některých údolích v oblasti Dürrensteinu byly naměřeny extrémně nízké teploty. V údolí Grünloch, považovaném za pól chladu Rakouska nebo dokonce Střední Evropy (19. února 1932 tu byla naměřena teplota –52,6 °C) se nacházela za 2. světové války výzkumná stanice wehrmachtu, ve které se testovaly motory vozů, které měly být nasazeny v bojích na Sibiři. Některé silně zrezivělé relikty jsou zde ještě k vidění. 